# يوزو تاكادا
يوزو تاكادا (باليابانية: 高田裕三؛ بالكانا: たかだ ゆうぞう) هو مانغاكا ياباني، ولد في 21 مارس 1963 في إيدوغاوا في اليابان.

## وصلات خارجية
- يوزو تاكادا على موقع IMDb (الإنجليزية)
- يوزو تاكادا على موقع كينوبويسك (الروسية)
- يوزو تاكادا على موقع ANN person (الإنجليزية)